# Matt Weinberg
Matthew Phillip Weinberg (Los Angeles, 13 luglio 1990) è un attore statunitense.

## Biografia
Fratello maggiore dell'attore Mike Weinberg, Weinberg ha cominciato a recitare nell'ultima parte degli anni novanta, apparendo perlopiù in televisione.
Ha avuto un ruolo minore nel film X-Men (2000), è apparso nella commedia del 2002 Hot Chick - Una bionda esplosiva, e ha dato la voce al giovane Simba nell'originale versione americana del film d'animazione Disney Il re leone 3 - Hakuna Matata, sostituendo Jonathan Taylor Thomas (che lo aveva doppiato nel primo film), ormai adulto.
Per la sua carriera come attore Matt Weinberg ha ottenuto prestigiosi riconoscimenti quali alcune nomination agli Young Artist Awards.

## Filmografia

### Film
- Una donna americana (An American Daughter) (2000) - Film TV
- X-Men (2000)
- L'ultimo ballo (The Last Dance) (2000) - Film TV
- Bad Boy (2002)
- Hot Chick - Una bionda esplosiva (The Hot Chick) (2002)
- American Party - Due gambe da sballo (Who's Your Daddy?) (2003)
- Il re leone 3 - Hakuna Matata (The Lion King 3: Hakuna Matata) (2004) - voce
- La casa stregata! (Spooky House) (2004) - Film TV
- Gli scaldapanchina (The Benchwarmers) (2006)

### Serie televisive
- Friends, episodio Zona fumatori (The One Where Rachel Smokes) (1999)
- Chicken Soup for the Soul, episodio "From the Heart" (1999)
- Il tocco di un angelo (Touched by an Angel), episodio "?" ("I Am an Angel") (2001)
- E.R. - Medici in prima linea (ER), episodio Sotto zero (Beyond Repair) (2002)